# Caffrowithius natalicus
Caffrowithius natalicus är en spindeldjursart som först beskrevs av Beier 1956.  Caffrowithius natalicus ingår i släktet Caffrowithius och familjen blindklokrypare. Inga underarter finns listade.